# Gary Taylor
Gary Taylor (nacido el 14 de octubre de 1961 ) es un strongman nacido en Gales, campeón de la competición de El hombre más fuerte del mundo.

## Carrera deportiva
Taylor comenzó su carrera en el culturismo, y fue también halterófilo y powerlifter. En su mejor época Taylor pesaba 134 kg y medía (y mide) 1,83 m lo que corresponde a un IMC de 40, una proporción buena para el strongman.
Taylor compitió en halterofilia en los juegos olímpicos de 1984, y salió segundo en la categoría de 110 kg.
La carrera de strongman de Taylor terminó en 1997 luego de una seria lesión en la pierna.

## Resultados en el hombre más fuerte del mundo
- 1991 - 3.º
- 1992 - 5.º
- 1993 - 1º
- 1995 - 6.º

| el hombre más fuerte del mundo   |                |                                    |
| Precedido por: Ted van der Parre | Primero (1993) | Sucedido por: Magnús Ver Magnússon |

- Datos: Q1801939